# Bauernhof Koar

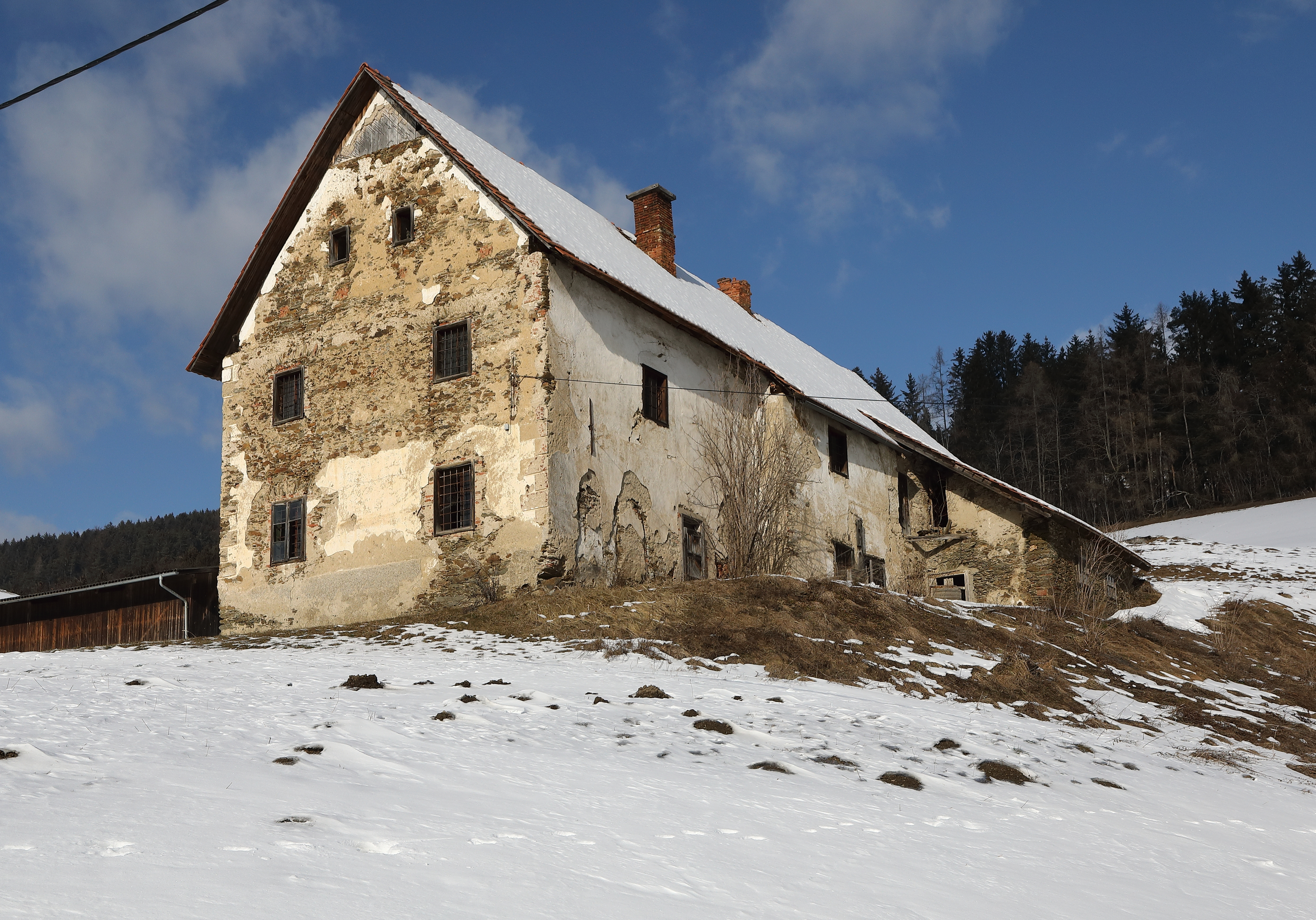
Blick von Süden auf den Bauernhof im Jänner 2021

Der Bauernhof vulgo Koar, auch Kahr-Hof genannt, ist ein Bauernhof in der Ortschaft und Katastralgemeinde Windhof der Marktgemeinde Semriach in der Steiermark. Das Bauernhaus steht unter Denkmalschutz (Listeneintrag). Seine Geschichte reicht bis in die erste Hälfte des 17. Jahrhunderts zurück.

## Lage und Ensemble
Der Bauernhof Koar steht in der Katastralgemeinde Windhof, westlich des Marktortes Semriach. Er befindet sich in einer Einzellage am südwestlichen Hang des Windhofkogels auf einer Seehöhe von etwa 850 m ü. A. Neben dem Wohnhaus gehört ein Stallgebäude zum Anwesen. Zum Hof gehören etwa 20 Hektar Grund. Das Wohnhaus hat die Adresse Mittlerer Windhof Nr. 4.

## Geschichte
Die erste urkundliche Erwähnung des Hofes stammt aus dem Jahr 1633. Er befand sich damals im Besitz von Mathes Feldtgrüll und bestand aus zwei gemeinschaftlich bewirtschafteten Huben, die dem Stift Rein unterstanden. Von 1676 bis 1703 war der Hof im Besitz von Mört Feldgrill, der zugleich Amtmann des Stiftes Rein war. Danach war der Hof bis 1714 ein Zehnthof der Pfarre Gratwein. Im Jahr 1785 ging das Anwesen in den Besitz von Thomas Khayr über und wird urkundlich als Khayr in Windhof genannt. Von dieser Nennung leitet sich der heutige Vulgoname Koar ab. In der von 1817 bis 1861 erstellten Franziszeischen Kataster wird das Gut als Kazer bezeichnet, wobei unklar ist, woher dieser Name kommt. Die Mitglieder der Familie Kahr waren bis 1848 Untertanen der Grundherrschaft des Stiftes Rein. Zwischen 1920 und 1930 fanden Erneuerungsarbeiten am Wohnhaus statt.
Im Jahr 2007 wurde das Wohnhaus mit Bescheid unter Denkmalschutz gestellt. Der Hof befindet sich im Besitz der Familie Kahr (Stand: 2013).

## Beschreibung

### Wohnhaus
Das zweigeschoßige Wohnhaus ist ein quer zum Hang errichtetes Mittelflurhaus auf rechteckigem Grundriss; es ist 25 Meter lang und 9 Meter breit. Das Satteldach stammt aus dem frühen 20. Jahrhundert und ersetzte ein vermutlich mit Stroh gedecktes Schopfwalmdach. Damit der Dachstuhl das Gewicht der Ziegel aushält, wurde er mit einer Art Mischsystem aus Sparren und Pfetten verstärkt. Die Kronendeckung erfolgte mit Biberschwanzziegeln. Die Längsseite des Hauses wird durch sechs Fensterachsen, die Giebelseite durch zwei Fensterachsen gegliedert. Der nördliche Gebäudeteil reicht teilweise in das Erdreich des Berghanges hinein. Die Gebäudeteile auf beiden Seiten des Mittelflures sind ungleich lang. Das Gebäude hat ein Bruchsteinmauerwerk.

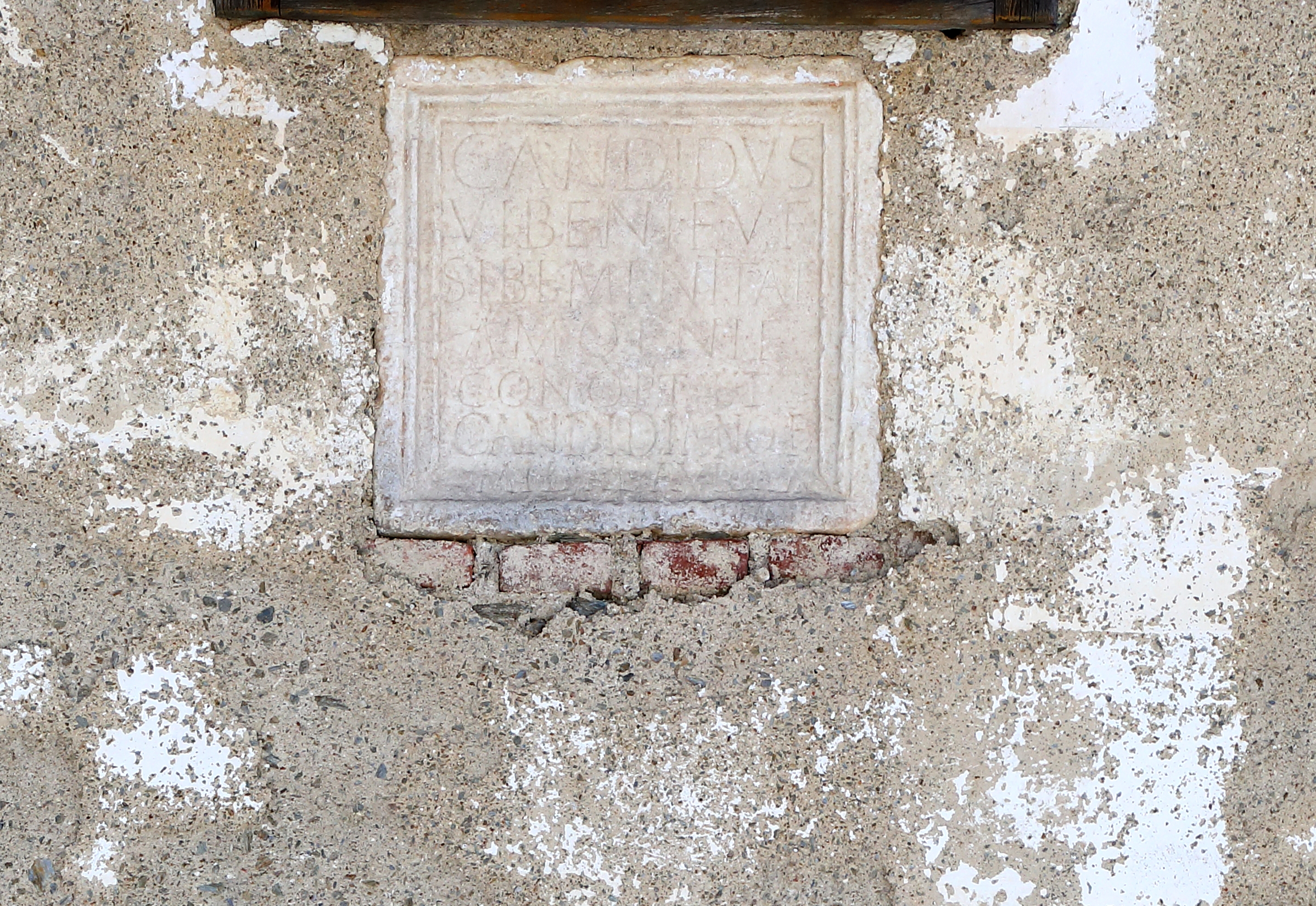
Römerstein über der Haustür

Das Obergeschoß des östlichen Teils der nördlichen Fassade hat zwei mit massiven Gittern versehene, fast quadratische Kreuzstockfenster. Auf Höhe des Erdgeschoßes gibt es an dieser Stelle mit Ausnahme einer durch eine kleine Eisentür verschließbaren Öffnung keine Fenster, da dieses bereits teilweise unter die Erde reicht. Auch der Hauseingang liegt an der Nordseite und hat eine gründerzeitliche Tür mit rechteckigen Feldern und diamantförmigen Aufdopplungen. Direkt links von der Tür befindet sich ein hochrechteckiges Doppelkreuzstockfenster und darüber direkt über der Haustür sind es zwei weitere Doppelkreuzstockfenster in der Bauweise der Grazer Stockfenster. An die Südseite des Hauses wurde im 19. Jahrhundert ein 4 Meter langer und 10 Meter breiter, außen unverputzter Lagerraum mit einem einfach gedeckten Pultdach angebaut. Der Anbau hat im Osten eine Holztür sowie im Westen einen Eingang mit einem steinernen Sturzbogen mit markantem Schlussstein und kann nicht direkt durch das Wohnhaus betreten werden. Durch zwei an der Südseite des Anbaues gelegene Kreuzpfostenfenster gelangt Licht ins Innere. Auf der Südseite hat das Wohnhaus eine vermauerte Tür sowie eine ebenfalls vermauerte Fensteröffnung, ansonsten gleicht die Südseite in der Anordnung der Fenster der Nordseite. Auf der östlichen Gebäudeseite liegt nur das Obergeschoß über der Erde. Ein Durchbruch in der Mauer auf dieser Seite ermöglicht aber den Zugang zum Obergeschoß von außen. Neben dem Durchbruch befindet sich ein Doppelkreuzstockfenster. Die westliche Giebelseite hat zwei unverglaste Holzstockfenster. Der obere Giebelabschluss ist auf dieser Seite nicht gemauert, sondern mit teilweise verputzten Brettern verschlossen. Die Fenster im Erdgeschoß sind mit einem vielteiligen Steckgitter versehen, während die Fenster im Obergeschoß ein einfacheres Fenstergitter und keine äußeren, sondern nur innenanliegende Fensterflügel haben. Alle Fenster des Hauses haben Sturzbögen aus Schieferplatten. Zwischen der Haustür und dem darüber liegenden Fenster ist eine römische Spolie eingemauert.
Die hell gestrichene Gebäudefassade weist unterschiedliche Putze auf. Man findet so etwa kleinere Flächen im Stil der Renaissance sowie des Heimatschutzstils. Bei größeren Teilen des Putzes handelt es sich aber um modernen Spritzputz. An den Gebäudeecken findet man eine aufgeputzte Eckquaderung, die zwischen 1920 und 1930 angebracht wurde. Aus dieser Zeit stammen vermutlich auch die Faschen der Fenster. Unterhalb der Dachtraufe haben sich Reste eines Sgraffitofrieses erhalten. Zwischen dem Ober- und dem Untergeschoß sind auf der Hofseite zwei massive und teilweise übermalte und verputzte Anker aus Eisen angebracht. Weitere Anker sind an der westlichen Giebelseite sichtbar.
Ein tonnengewölbter Mittelflur mit eingeschnittenen Stichkappen und aufgeputzten Netzrippen geht quer durch das Gebäude. Direkt hinter der Haustür wurde nachträglich ein kleiner Vorraum durch eine Mauer vom Mittelflur abgetrennt. Von diesem Vorraum führt eine Tür mit einem aus der Zeit der Renaissance stammenden Riegelschloss in den Keller im östlichen Teil des Hauses. Der Keller verläuft quer zur Giebelseite und hat ein mit vier Stickkappen ergänztes Tonnengewölbe. An der Oberfläche des Gewölbes sind noch die Abdrücke des Lehrgerüstes zu erkennen. Durch eine weiß gestrichene, renaissancezeitliche Portaltür im vorderen Gebäudebereich gelangt man vom Mittelflur in den größeren von zwei unterschiedlich großen und durch eine Tür miteinander verbundene Räume. Durch beide Räume verläuft ein verschalter Trambaum. Der größere der beiden Räume ist bis in Kopfhöhe mit Ausnahme der Fensterlaibungen mit Brettern vertäfelt. Über der Vertäfelung ist die Wand gekalkt und mit Blumenornamenten verziert.
Durch einen schmalen und steilen Stiegenaufgang mit hölzernen Trittbrettern gelangt man über Eck ins Obergeschoß. Der Flur im Obergeschoß ist ebenfalls tonnengewölbt und wird durch unterschiedlich große sowie mit stilisierten Lilienmotiven versehene Stichkappen seitlich eingeschnitten, welche die Zugänge zu den Räumen markieren. Der Flur hat nur auf der Nordseite Fenster, an der Südseite nicht. Eine einfache Holztür führt aber auf der Ostseite vom Flur ins Freie. Wie im Erdgeschoß so wurde auch im Obergeschoß nachträglich im nördlichen Gebäudeteil ein kleiner Raum vom Mittelgang abgetrennt. Im westlichen Teil des Obergeschoßes befindet sich der größte Raum des Hauses. Er hat einen Bretterboden und gekalkte Wände. Diese Wände sind mit Pflanzenbordüren verziert, die mit Schablonen aufgebracht wurden. Die massive und kunstvoll gestaltete Riemlingdecke des Raumes stammt vermutlich aus dem Barock und wird von einem massiven, mit einer Zirkelschlagrosette verzierten Trambaum getragen.
An der südlichen Außenmauer, an die im 19. Jahrhundert ein Raum angebaut wurde, hat sich die ursprüngliche Fassade erhalten. Sie hat ein kleines Renaissancefenster mit einer korbbogigen Laibung sowie im Obergeschoß eine Tür mit einem Überlager aus Holz.

### Stallgebäude
Das in Mischbauweise errichtete Stallgebäude hatte ursprünglich einen u-förmigen Grundriss, es ist aber nur mehr der Gebäudeteil an der Hangseite erhalten. Bei einer Erneuerung des Gebäudes in den 1970er-Jahren wurde die parallel zum Hang verlaufende Mauer mit in das neue Stallgebäude integriert. Ein Teil der älteren Grundmauern hat sich im modernen Gebäude erhalten.